# Avant de nous dire adieu
Avant de nous dire adieu is een lied geschreven door Michel Mallory en Jean Renard. Degene die er het meeste succes mee had was Jeane Manson. Voor de Nederlandse markt verschenen er versies van Wendy Van Wanten en Sandra Reemer. Ook de Finnen zagen wel wat in het lied. Het werd tweemaal in het Fins uitgevoerd onder de titel Hän mennyt on.

## Jeane Manson
Jeane Manson nam het in 1976 op en bracht het uit als haar debuutsingle. De B-kant I love you was door Manson zelf geschreven in samenwerking met Michel Mallory. Beide liedjes zijn afkomstig van haar debuutalbum Jeane Manson.

### Hitnotering
Manson had er een kleine hit mee in Nederland en België.

#### Nederlandse Top 40
| Positie: | 27 | 21 | 14 | 12 | 12 | 30 | 39 | uit |

#### NederlandseDaverende 30
| Positie: | 23 | 17 | 15 | 12 | 12 | 13 | uit |

#### BelgischeBRT Top 30
| Positie: | 26 | 20 | 8 | 7 | 8 | 6 | 20 | 12 | 23 | uit |

#### VlaamseUltratop 30
| Positie: | 21 | 21 | 20 | 26 | uit |

| Positie: | 30 | 19 | 13 | 13 | 9 | 10 | 10 | 11 | 21 | uit |

## Wendy Van Wanten
Wendy Van Wanten bracht het in 1994 opnieuw op de markt onder de titel Blijf nog 1 nacht. De vertaling werd geleverd door de toenmalige zanger Dennis Peirs, later bekend als politicus Jo De Clercq. Ook zij had er in Vlaanderen een hit mee. Ze bereikte zelfs de tweede plaats in de Vlaamse top 10, maar werd gestuit door Hemelsblauw van Will Tura, die daar wekenlang de eerste plaats vasthield.

### Hitnoteringen

#### VlaamseUltratop 30
| Hitnotering: 3-9-1994 t/m 20-1-1995 | Hitnotering: 3-9-1994 t/m 20-1-1995 | Hitnotering: 3-9-1994 t/m 20-1-1995 | Hitnotering: 3-9-1994 t/m 20-1-1995 | Hitnotering: 3-9-1994 t/m 20-1-1995 | Hitnotering: 3-9-1994 t/m 20-1-1995 | Hitnotering: 3-9-1994 t/m 20-1-1995 | Hitnotering: 3-9-1994 t/m 20-1-1995 | Hitnotering: 3-9-1994 t/m 20-1-1995 | Hitnotering: 3-9-1994 t/m 20-1-1995 | Hitnotering: 3-9-1994 t/m 20-1-1995 | Hitnotering: 3-9-1994 t/m 20-1-1995 | Hitnotering: 3-9-1994 t/m 20-1-1995 | Hitnotering: 3-9-1994 t/m 20-1-1995 | Hitnotering: 3-9-1994 t/m 20-1-1995 | Hitnotering: 3-9-1994 t/m 20-1-1995 | Hitnotering: 3-9-1994 t/m 20-1-1995 | Hitnotering: 3-9-1994 t/m 20-1-1995 | Hitnotering: 3-9-1994 t/m 20-1-1995 | Hitnotering: 3-9-1994 t/m 20-1-1995 | Hitnotering: 3-9-1994 t/m 20-1-1995 | Hitnotering: 3-9-1994 t/m 20-1-1995 |
| Week:                               | 1                                   | 2                                   | 3                                   | 4                                   | 5                                   | 6                                   | 7                                   | 8                                   | 9                                   | 10                                  | 11                                  | 12                                  | 13                                  | 14                                  | 15                                  | 16                                  | 17                                  | 18                                  | 19                                  | 20                                  |                                     |
| ----------------------------------- | ----------------------------------- | ----------------------------------- | ----------------------------------- | ----------------------------------- | ----------------------------------- | ----------------------------------- | ----------------------------------- | ----------------------------------- | ----------------------------------- | ----------------------------------- | ----------------------------------- | ----------------------------------- | ----------------------------------- | ----------------------------------- | ----------------------------------- | ----------------------------------- | ----------------------------------- | ----------------------------------- | ----------------------------------- | ----------------------------------- | ----------------------------------- |
| Positie:                            | 40                                  | 26                                  | 31                                  | 31                                  | 24                                  | 19                                  | 19                                  | 19                                  | 19                                  | 16                                  | 19                                  | 19                                  | 21                                  | 21                                  | 25                                  | 28                                  | 28                                  | 38                                  | 45                                  | 45                                  | uit                                 |

## Sandra Reemer
Kom naar me toe is een single van Sandra Reemer in duet met Huub Stapel. Het is afkomstig van haar album Natuurlijk. Op dat album staat een aantal covers. Marien de Reuver schreef een Nederlandse tekst bij het lied van Michel Mallory en Jean Renard. De B-kant Wat je voelt is waar werd geschreven door Peter de Wijn en Marien de Reuver. Voor de productie tekenden diezelfde Marien de Reuver en Velibor Weller. Het duo zong het in Nederland Muziekland op RTL 4. Ook deze single van Reemer wist de hitparades niet te bereiken.
Sandra Reemer

Al di là · Stille nacht, heilige nacht · 'k Zweef aan m'n ballonnetje · Gloria, gloria · Sluimer zacht · Singapura · Hoe leit dit kindeke · Mijn gitaar · Kopi susu · Als jij maar wacht · Een bos rozen · Heimwee · Mijn concert · Teddy song · Jij vergeet · Since you have gone · (I've got) A love like a rainbow · Simon Zealotes · Love me, honey · The party's over · Trust in me · This is your heartbeat · How little we know · Colorado · Nothing's gonna change · It hurts to be in love · America here I come · Indonesia · Get it on · Rien ne va plus · Fly like an angel · Gold · All out of love · Sleep with me tonight · Laughter in the rain · Goodnight, sweetheart, goodnight · Smoke gets in your eyes · La colegiala · For your love · He was the one · Love is cruel · Domenica · The last goodbye · Mensen zoals jij · Kom naar me toe · Alles wat ik wil · Een boom voor het leven · De mooiste droom is vogelvrij
Sandra en Andres

Storybook children · Somethin' in my heart · For the first time in my life · Reach for the moon · Let us pray together · Love is all around · Those words · Que je t'aime · Mary Madonna · Als het om de liefde gaat · Mama mia · Auntie · Aime-moi · Dzjing boem! · True love · You believed · Oh, nous sommes très amoureux
Dutch Divas

Work that body · From New York to L.A.